# Mary Ellen Mark
Mary Ellen Mark (20 de març de 1940 – 25 de maig de 2015) va ser una fotògrafa estatunidenca que va treballar en l'àmbit del fotoperiodisme, la fotografia documental, el retrat i la fotografia publicitària. Va fotografiar persones allunyades de la societat convencional i dirigia la càmera cap a les vores de la societat, on trobava personatges més interessants, sovint problemàtics i vulnerables.
Mark va publicar la seva obra en 18 col·leccions i la seva feina va ser exhibida en galeries i museus a tot el món i àmpliament publicada a Life, Rolling Stone, The New Yorker, New York Times i Vanity Fair. Va ser membre de Magnum Fotos entre 1977 i 1981. Va rebre molts premis, incloent tres Premis de Periodisme Robert F. Kennedy, tres beques del National Endowment for the Arts, el 2014 Lifetime Achievement in Photography Award de la George Eastman House i el Outstanding Contribution Photography Award de la World Photography Organisation.

## Biografia i activitat professional
Ellen Mark va néixer i es va criar a Elkins Parc, Pennsilvània. I va començar a fotografiar amb una càmera Box Brownie a l'edat de nou anys. Va assistir al Cheltenham Institut, on va mostrar habilitat per la pintura i el dibuix. Es va llicenciar en Pintura i Història d'art a la Universitat de Pennsilvània, el 1962. Va treballar breument en el departament de planificació de la ciutat de Filadèlfia i després va fer un màster en fotoperiodisme a l'Annenberg School for Communication de la Universitat de Pensilvania, el 1964. L'any següent, Mark va rebre una Beca Fulbright per fotografiar Turquia durant un any, amb la qual va publicar el seu primer llibre, Passaport (1974). Mentre era allà, també va viatjar per fotografiar Anglaterra, Alemanya, Grècia, Itàlia, i Espanya.
L'any 1966 o 1967 es va traslladar a la ciutat de Nova York, on durant els anys següents va fotografiar Central Park i Times Square, les manifestacions d'oposició a la guerra del Vietnam, el moviment d'alliberament de les dones, la cultura travestida... desenvolupant una sensibilitat pròpia: "només m'interessa la gent marginal", havia dit. I, efectivament, la seva fotografia va tractar temes socials com ara els sensesostre, la solitud, les addiccions a les drogues i la prostitució. Els nens són també un tema recurrent al llarg de bona part de les fotografies de Mark.
Així explicava l'aproximació als seus temes: "Sempre he sentit que els nens i els adolescents no són «nens», són gent petita. Hi veig persones petites i m'agraden o no m'agraden. També tinc una obsessió amb la malaltia mental. I per les persones estranyes que són a fora de les fronteres de la societat." "Hi ha prostitutes a tot el món. Intento mostrar la seva manera de viure…", "sento una afinitat per persones que no han tingut les millors oportunitats dins la societat. El que vull fer més que res és reconèixer la seva existència".
Era sabut que Ellen Mark establia relacions sòlides amb els subjectes que fotografiava. Per a Ward 81 (1979), va viure sis setmanes amb els pacients de la sala de seguretat femenina de l'Hospital de l'Estat d'Oregon i, per a Falkland Road (1981), va passar tres mesos fent amistat amb les prostitutes que treballaven en un sol carrer llarg de Bombai. Els seus "Streets of the Lost" amb l'escriptora Cheryl McCall, per a Life, va produir el seu llibre Streetwise (1988) que va ser desenvolupat a la pel·lícula documental Streetwise, que va dirigir el seu marit Martin Bell i amb una banda sonora de Tom Espera.
Mark també va fer fotografies en els sets de rodatge de més de 100 pel·lícules, que inclouen Alice Restaurant (1969), d'Arthur Penn, Catch-22 (1970) i Carnal Knowledge (1971), de Mike Nichols; Apocalipsi Now (1979), de Francis Ford Coppola; Austràlia (2008), de Baz Luhrmann. Per a la revista Look, va fotografiar Federico Fellini rodant Satyricon (1969).
Mark va treballar amb cinema, utilitzant una àmplia gamma de càmeres en diversos formats, des de 35 mm, càmera de visió 120/220, 4 × 5 polzades i una càmera 20 × 24 Polaroid, principalment en blanc i negre amb pel·lícula Kodak Tri-X.
El 1977 es va incorporar a Magnum Fotos, al 1981 a Archive Fotografies i al 1988 va crear la seva pròpia agència. Va participar com a jurat en diferents certàmens i va fer tallers al Centre Internacional de Fotografia a Nova York, Mèxic i al Centre per Fotografia de Woodstock.
Va coescriure, i va ser productora associada i fotògrafa encara per al llargmetratge Cor trencat (1992), protagonitzat per Jeff Bridges i Edward Furlong, i dirigit per Martin Bell.
Va morir el 25 de maig de 2015 a Manhattan, a l'edat de 75 anys.

## Obra
- Passaport. Nova York: Lustrum Premsa, 1974.
- Photojournalism: Mary Ellen Mark and Annie Leibovitz: The Woman's Perspective. Petersons, 1974. ISBN 978-0-8227-0069-2.
- Ward 81. Nova York: Simon & Schuster, 1979. ISBN 978-0-671-24545-0. Text principal de Karen Folger Jacobs, introducció de Miloš Forman.
  - 2a ed. Bologna: Damiani, 2008. ISBN 978-88-6208-055-2.
- Falkland Road: Prostitutes of Bombay: Photographs and Text. Nova York: Knopf, 1981. ISBN 978-0-394-50987-7.
- Photographs of Mother Teresa's Mission of Charity in Calcutta. Carmel, CA: Friends of Photography, 1985. ISBN 978-0-933286-43-6. Introducció de David Featherston.
- Streetwise. Filadèlfia: Universitat de Pennsilvània, 1988. ISBN 978-0-8122-1268-6. Text i fotografies editats per Nancy Forner, introducció de John Irving.
  - Segona impressió. Nova York: Aperture, 1992. ISBN 978-0-89381-487-8.
- The Photo Essay. Photographers at Work series. Washington DC: Smithsonian Institution Press, 1990. ISBN 978-1-56098-003-2.
- Mary Ellen Mark: 25 Years. Nova York: Bulfinch, 1991. ISBN 978-0-8212-1837-2. Text de Marianne Fulton. Acompanyà una exposició a George Eastman Casa.
- Indian Circus. San Francisco: Chronicle Books, 1993, i Japan: Takarajimasha, 1993. ISBN 978-0-8118-0531-5. Pròleg de John Irving.
- Retrats. Milà: Federico Motta, 1995. ISBN 978-88-7179-075-6. Versió en llengua italiana .
  - Washington: Smithsonian Institució, 1997. ISBN 978-1-56098-720-8. Pròleg de Mary Panzer.
- A Cry for Help: Stories of Homelessness and Hope. Nova York: Simon & Schuster, 1996. ISBN 978-0-684-82593-9. Introducció d'Andrew Cuomo, prefaci de Robert Coles, entrevistes reportades per Victoria Kohn.
- Mary Ellen Mark: American Odyssey. Nova York: Aperture, 1999. ISBN 978-0-89381-880-7. Editat per Melissa Harris, epíleg de Mark i amb sengles poemes de Maya Angelou i La Shawndrea. Acompanyà una exposició per al Museu d'Art de Filadèlfia. "Una àmplia mostra de fotografies realitzades als Estats Units del 1963 al 1999."[20]
- Mary Ellen Mark 55. Phaidon 55 sèries. London: Phaidon, 2001. ISBN 978-0-7148-4617-0. "Una col·lecció de fotografies tan icòniques com inèdites"
- Mary Ellen Mark. Foto Poche sèrie. Paris: Nathan, 2002. "Fotografies fetes entre 1965 i 2001."
- Twins. Nova York: Aperture, 2003. ISBN 978-1-931788-19-9.
- Exposure: Mary Ellen Mark: The Iconic Photographs. London: Phaidon, 2005. Hardback, 2005. ISBN 978-0-7148-4404-6. Paperback, 2006. ISBN 978-0-7148-4626-2. Una retrospectiva. Introduccions de Weston Naef i Ellen Mark, peus de foto de Mark.
- Undrabörn: Extraordinary Child. Reykjavík: Museu Nacional d'Islàndia, 2007. ISBN 978-9979-790-14-3. Pròleg de Margaret Hallgrimsdottir, introducció de Mark, assaig d'Einar Falur Ingólfsson. Catàleg d'una exposició a la National Gallery of Photography, del 8 de setembre del 2007 al 27 de gener de 2008. islandès i anglès.
- Seen Behind the Scene. London: Phaidon, 2008. ISBN 978-0-7148-4847-1. Introducció de Mark, "Un Món Darrere de l'Escena" i textos de Francis Ford Coppola, Helen Mirren, Alejandro González Iñárritu i altres. Retrats fets en el set de rodatge.
  - Uno sguardo dietro le quinte. Quarant'anni di fotografie sui set cinematografici. Phaidon, 2009. ISBN 978-0-7148-5712-1.
- Prom. Los Angeles: Museu J. Paul Getty, 2012. ISBN 978-1-60606-108-4. "Imatges d'alumnes de secundària en les seves aficions, fotografiats per Mary Ellen Mark en tretze escoles dels Estats Units. El llibre inclou un DVD de la pel·lícula, també titulat Prom, del cineasta Martin Bell"[21]
- Man and Beast: Photographs from Mexico and India. Austin: Universitat de Texas, 2014. ISBN 978-0-292-75611-3. Amb la transcripció d'una entrevista amb Mark de Melissa Harris.
- Mary Ellen Mark on the Portrait and the Moment. The Photography Workshop Series. New York: Aperture, 2015. ISBN 978-1-59711-316-8.
- Tiny: Streetwise Revisited. Nova York: Aperture, 2015. ISBN 978-1-59711-262-8. Amb un epíleg de Mark, un pròleg d'Isabel Allende i text de John Irving.

## Reconeixement i premis
- 1980: First Prize, Robert F. Kennedy Journalism Award, "Mother Teresa", Life(xinès)
- 1980: Page One Award for Excellence in Journalism, The Newspaper Guild of New York, "Children of Desire", The New York Times Magazine[22]
- 1981: First Prize, Robert F. Kennedy Journalism Award, "Mother Teresa in Calcutta", Life Magazine(xinès)
- 1982: Leica Medal of Excellence, Falkland Road[22]
- 1984: First Prize, Robert F. Kennedy Journalism Award, "Camp Good Times", Life(xinès)
- 1985: 2nd Prize, News Feature stories, World Press Photo 1986[23]
- 1986: The Phillipe Halsman Award for Photojournalism, American Society of Magazine Photographers(xinès)
- 1987: Photographer of the Year Award, The Friends of Photography[24]
- 1988: World Press Photo Award, for Outstanding Body of Work Throughout the Years[24]
- 1988: George Polk Award, Photojournalism[25]
- 1988: Distinguished Photographer's Award, Women in Photography(xinès)
- 1989: The World Hunger Media Awards, Best Photojournalism, "Children of Poverty", Life(xinès)
- 1990: Pictures of the Year Award for Magazine Portrait/Personality, "The Face of Rural Poverty", Fortune Magazine
- 1992: Society of Newspaper Design, Award of Excellence, Magazine Cover and Photojournalism Feature, The New York Times Magazine(xinès)
- 1993: Front Page Award, The Newswomen's Club of New York, "Cree Indians" for Condé Nast Traveler(xinès)
- 1994: The Professional Photographer of the Year Award, Photographic Manufacturers and Distributors Association(xinès)
- 1995: Pictures of the Year, 1st Place Magazine Division, "Napping" Freelance/Life(xinès)
- 1996: Pictures of the Year, 1st Place Magazine Division, for issue reporting "Damm Family"; 3rd place in Magazine division for picture essay
- 1996: Master Series Award, School of Visual Arts(xinès)
- 1997: Infinity Award, International Center of Photography(xinès)
- 1998: The Art Directors Club Silver Award, "El Circo"(xinès)
- 1998: The Society of Publication Designers, Gold Medal Award for Design Entire Issue, "Battle of the Generations", Fast Company(xinès)
- 1999: Leadership Award, International Photographic Council(xinès)
- 1999: Photographic Administrators Incorporated, Award for Excellence in Photojournalism(xinès)
- 2001: Cornell Capa Award, International Center of Photography(xinès)
- 2003: World Press Photo Awards, First Prize in the Arts (Twins series)[26]
- 2003: Lucie Awards for Outstanding Achievement in Documentary Photography.[27]
- 2006: Visionary Woman Award, Moore College of Art & Design[28]
- 2014: 2014 Lifetime Achievement in Photography Award from the George Eastman House.
- 2014: Outstanding Contribution Photography Award from the World Photography Organisation.